# Durandiella
Durandiella is een geslacht van schimmels uit de familie Tympanidaceae. De typesoort is Durandiella fraxini.

## Soorten
Volgens Index Fungorum telt het geslacht 15 soorten (peildatum maart 2022):
| Soortnaam                  | Auteur(s)                          | Publicatiejaar |
| -------------------------- | ---------------------------------- | -------------- |
| Durandiella alni           | J.W. Groves                        | 1954           |
| Durandiella andromedae     | (Schwein.) J.W. Groves             | 1954           |
| Durandiella callunae       | E. Müll. & Schläpf.-Bernh.         | 1968           |
| Durandiella fraxini        | (Schwein.) Seaver                  | 1951           |
| Durandiella gallica        | M. Morelet                         | 1971           |
| Durandiella lenticellicola | J.W. Groves                        | 1954           |
| Durandiella nemopanthi     | (Peck) J.W. Groves                 | 1937           |
| Durandiella pseudotsugae   | A. Funk                            | 1962           |
| Durandiella rosae          | (Schwein.) J.W. Groves             | 1954           |
| Durandiella rugosa         | (Ellis & Everh.) J.W. Groves       | 1954           |
| Durandiella salicis        | (E. Müll. & S. Ahmad) Korf & Abawi | 1971           |
| Durandiella seriata        | (Fr.) J.W. Groves                  | 1954           |
| Durandiella sibirica       | Shabunin                           | 2001           |
| Durandiella tsugae         | Baranyay                           | 1966           |
| Durandiella viburnicola    | (Seaver) J.W. Groves               | 1954           |